# Iglesia de Vallstena
La iglesia de Vallstena ( en sueco: Vallstena kyrka) es una iglesia luterana medieval en la isla de Gotland, Suecia. Pertenece a la diócesis de Visby . 

## Historia y arquitectura
La parte oeste de la nave y la torre de la iglesia son las partes más antiguas de la asimétrica iglesia; datan de principios del siglo XIII. A mediados del mismo siglo se construyó un nuevo arco del presbiterio, y alrededor de 1300 se construyó el nuevo coro. La reconstrucción de la nave también comenzó alrededor de esta época; El plan original pudo haber sido reemplazar toda la nave con una nueva nave más grande, pero por alguna razón el trabajo se detuvo. Iglesias similares, medio reconstruidas son relativamente comunes en Gotland. La sacristía también fue construida en este momento. El interior de la iglesia fue decorado con frescos durante el siglo XV. La parte occidental de la iglesia, más antigua, es de estilo románico; el gótico oriental.
La iglesia y su cementerio están rodeados por un muro bajo, con tres portales cubiertos con un techo ( lychgates).  El más antiguo de estos data del siglo XIII y muestra algunos detalles esculpidos originales.

## Accesorios
La fuente bautismal es el accesorio más antiguo de la iglesia, que data de mediados del siglo XIII.  El retablo data del siglo XIV y fue adquirido cuando se inauguró el nuevo coro. Del mismo siglo data un crucifijo, así como un cofre ricamente decorado para las donaciones a los pobres. Desde el siglo XIV también se encuentran lápidas a ambos lados del altar, con inscripciones en latín y en Gútnico antiguo; este último en las runas. Algunas estatuas de madera del siglo XIV que representan a santos originarios de la Iglesia de Vallstena se encuentran hoy en el Museo Gotland en Visby .